# Carlos Alves de Souza Filho
Carlos Alves de Souza Filho, né en 1901 et mort le 9 avril 1990 à Rio de Janeiro, est un diplomate brésilien du XXe siècle. Il est le gendre du président Artur Bernardes.
Il sert comme ambassadeur du Brésil à Rome du 16 février 1950 au 20 février 1956, à Paris entre 1956 et 1964 et à Londres entre 1964 et 1966.
Alors qu'il est en poste à Paris, il joue un rôle important dans le conflit qui oppose alors la France et le Brésil à propos de la pêche à la langouste, conflit ironiquement appelé la « guerre de la langouste ». Il est alors l'intermédiaire entre le gouvernement brésilien et le président français Charles de Gaulle. Il est l'auteur de la phrase, restée célèbre au Brésil, « le Brésil n'est pas un pays sérieux » (en portugais : O Brasil não é um país sério), parfois attribuée à tort à de Gaulle.